# دیستروفی ماهیچه‌ای چهره‌ای‌کتفی‌بازویی
دیستروفی ماهیچه‌ای چهره‌ای‌کتفی‌بازویی (Facioscapulohumeral muscular dystrophy) یا FSHD یک بیماری ژنتیکی بوده که به صورت اتوزوم غالب از نسلی به نسل دیگر منتقل می‌شود و فراوانی آن ۱ در ۲۰۰۰۰ نفر می‌باشد. در این بیماری ابتدا ماهیچه‌های صورت، شانه و قسمت بالای دست گرفتار می‌شود و به دنبال آن ضعف ماهیچه‌های لگن – شکم و قسمت پایین پا رخ می‌دهد و بسیاری از بیماران مبتلا به کم شنوایی هم می‌شوند. در اکثر مواقع بیماری در ۲۰ سالگی یا بیشتر از آن شروع می‌شود و در ۲۰ درصد موارد بیمار در سن ۵۰ سالگی با صندلی چرخدار حرکت می‌کند. مطالعات پیوستگی ژن بیماری در فامیل‌های بیمار نشان داد که جایگاه ژن بیماری FSHD در محل ۴q۳۵ می‌باشد که آن نزدیک به قسمت انتهایی بازوی بلند کروموزوم ۴ قرار دارد. از آنجا که بیماری FSHD در بعضی از فامیل‌های بیمار مبتلا به FSHD با جایگاه ۴q۳۵ پیوستگی نشان نمی‌دهد به همین دلیل احتمال می‌رود که این بیماری از دیدگاه ژنتیکی هتروژن باشد.